# Megaselia megaglossa
Megaselia megaglossa är en tvåvingeart som beskrevs av Ronald Henry Lambert Disney 1982. Megaselia megaglossa ingår i släktet Megaselia och familjen puckelflugor. Inga underarter finns listade i Catalogue of Life.